# Zurgena
Zurgena ist eine spanische Gemeinde in der Comarca Valle del Almanzora der Provinz Almería in der Autonomen Gemeinschaft Andalusien. Die Bevölkerung von Zurgena bestand im Jahr 2024 aus 2.990 Einwohnern. 

## Geografie
Die Gemeinde grenzt an Antas, Arboleas, Huércal-Overa, Lubrín und Taberno. Die Gemeinde wird durch den Fluss Almanzora geteilt, wobei der alte Ortskern auf der rechten Uferseite liegt.

## Geschichte
Der Ort stand bis 1525 unter der Verwaltung von Huércal-Overa.